# Самохвал
Гора Самохвал (хак. Ирт тағ)расположена в черте города Абакан, с юго-восточной его стороны.
На горе располагаются в основном садовые участки. Насчитывается свыше 10 садовых товариществ, самым крупным из которых является Садоводческое некоммерческое товарищество «ЮЖНОЕ», расположенное на южном склоне горы.
С восточной стороны гору Самохвал огибает протока реки Енисей, которая не замерзает зимой даже в сильные морозы. 
На горе создан Мемориальный комплекс, украшением которого является памятник князю енисейских кыргызов Иренеку (ум. 1687).

Памятник князю Иренеку на горе Самохвал